# Твиллингейт
Твиллингейт (англ. Twillingate) — город, расположенный на островах Твиллингейт, в заливе Нотр-Дам, на северо-восточном берегу острова Ньюфаундленд в провинции Ньюфаундленд и Лабрадор, Канада. Город находится примерно в 100 километрах к северу от городов Льюиспорт и Гандер. По данным переписи 2016 года, численность населения составляет 2196 человек.
Город был основан 30 сентября 1965 года . Он включает в себя населённые пункты Бэк-Харбор, Бэйвью, Даррелл, Гиллард-Коув, Дженкинс-Коув, Мануэль-Коув и Уайлд-Коув. Острова Твиллингейт являются отличной защищённой гаванью и удобным доступом к богатым рыбным угодьям. Также Твиллингейт соединён с материковой частью Ньюфаундленда через дамбу «Уолтера Б. Эллиота». Город является одним из старейших портов на острове. Ранее это была историческая рыбацкая община, но из-за упадка рыбной промышленности экономика теперь больше зависит от туризма .

## История

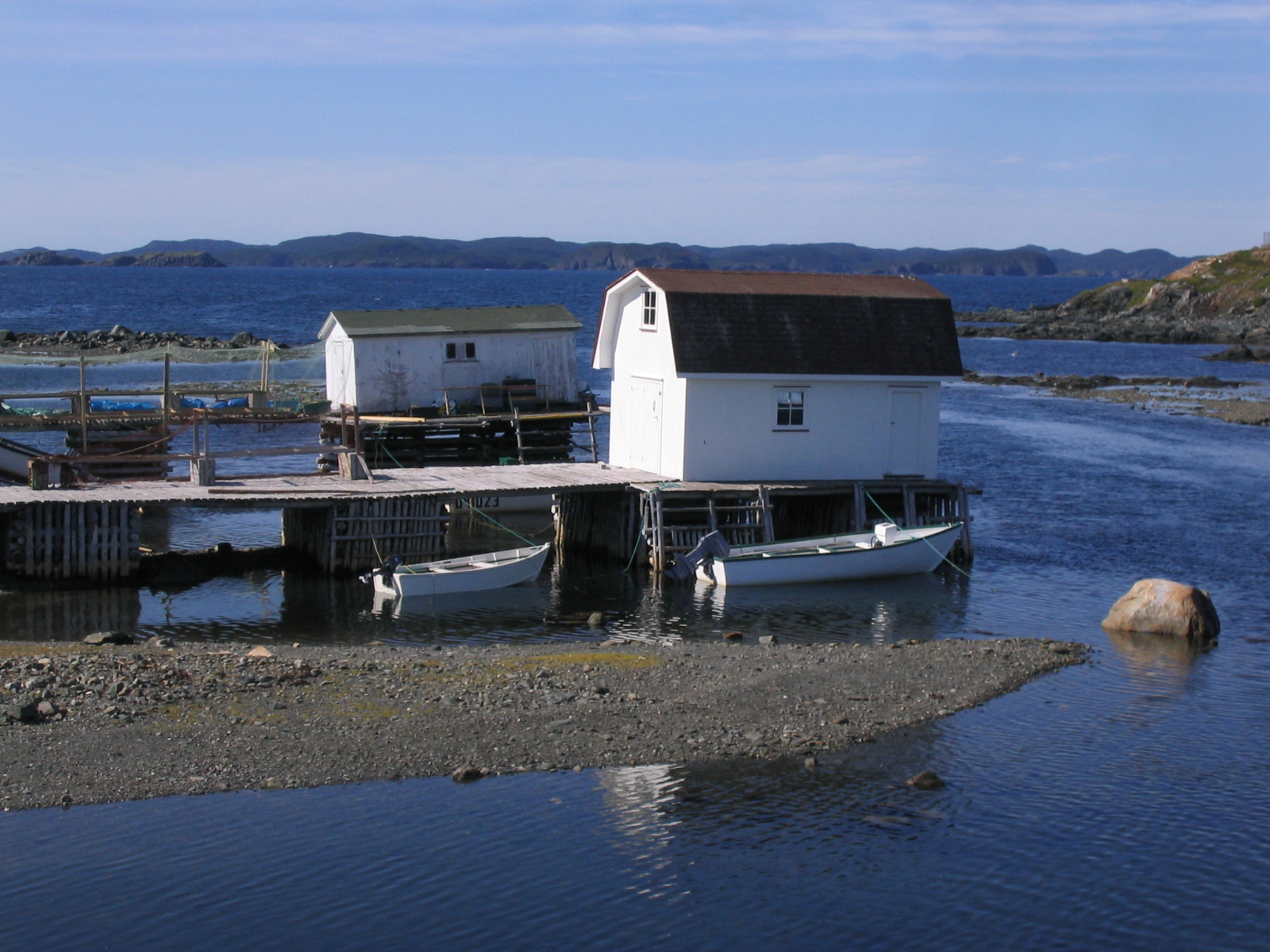
Новая выглядящая пристань

Первые европейские поселенцы прибыли в Твиллингейт в 17 веке и были это в основном рыбаки и их семьи из Англии.
По мере роста населения Твиллингейт становился важным рыболовецким центром и оживлённым торговым местом в течение более чем двух столетий.
Одним из самых ярких исторических событий, произошедших в истории Твиллингейта, стало появление местной газеты — «Твиллингейт Сан». Она выходила с 1880-х до 1950-х гг. и являлась профессиональной газетой, которая освещала не только местные и провинциальные новости, но и международные.
2 июля 1992 года был объявлен мораторий на вылов северной трески, за которым последовал крах рыбной промышленности.
Твиллингейт был вынужден искать доходы в туристической отрасли и стал популярным местом для посетителей летом.
Этот регион известен своим живописным, изрезанным берегом и своей тихой и дружественной атмосферой. Айсберги можно увидеть вокруг береговой линии в летние месяца.

## Климат
Согласно климатической классификации Кеппена, город имеет влажный континентальный климат.

## Демография
По данным переписи населения Канады 2006 года в городе проживало 2448 жителей по сравнению с 2611 жителями в 2001 году. На территории города насчитывалось 1161 жилых строений. Общая площадь города составляет 25,74 км².
По состоянию на 2006 год в Твиллингейте проживало 1190 мужчин и 1255 женщин, средний возраст мужчин составлял 46,6 года, а средний возраст женщин — 48,8 года.
Согласно переписи населения 1996 года средний возраст населения города составлял 38,9 лет, по переписи 2001 года — 43,8 лет, по переписи 2006 года — 48,0. Эта тенденция к старению прослеживается на всех возрастных уровнях: число лиц моложе 55 лет в 1996 году составляло 2175 человек, в 2001 году — 1785 человек и 1520 человек в 2006 году. В то же время число лиц в возрасте 65 лет и старше увеличилось: в 1996 году — 780 человек, в 2001 году — 825 человек и в 2006 году 920 человек.
В 2001 году большинство жителей Твиллингейта, а именно 2405 человек — были протестантами, 60 — католиками, 55 — христианами и 50 жителей не имели никакой религиозной принадлежности.

## Экономика
Сегодня экономика Твиллингейта поддерживается строительством, лесозаготовками и предоставлением услуг населению. Из-за моратория на треску, введённого в 1992 году, рыболовство в этом районе не развивается, хотя некоторые рыбаки всё ещё ловят крабов, омаров и другие виды морских рыб. В Твиллингейте развивается охота на тюленей .

## Культура
В этом районе есть два музея: музей Твиллингейт и музей Даррелла, расположенный в соседнем городе Даррелл. Музей Твиллингейт имеет коллекцию морских архаичных артефактов, которые были собраны из Бэк-Харбор в 1967 году.

## Правительство и Политика
Город исторически являлся либеральным. Единственное исключение из этого правила было сделано в 1982 году, когда прогрессивно-консервативная партия получила большинство голосов в округе. В 1996 году Джерри Рид победил на выборах в округе Твиллингейт с результатом 2196 голосов, а в 1999 году — 1877 голосов. В 2003 году он победил прогрессивного консервативного кандидата Деррика Далли на 607 голосов.
Нынешний мэр Твиллингейта — Гордон Носуорти.